# Collectio LX titulorum
Die Collectio canonum LX titulorum („Sammlung in 60 Titeln“) ist eine Kanones-Sammlung, die um 535 vermutlich in Antiochien abgeschlossen wurde. Sie enthält vor allem die Kanones der ökumenischen und anderer Konzilien des 4. und 5. Jahrhunderts. Sie wurde mit einem Anhang mit kaiserlichen Gesetzen überliefert. Die Sammlung ist nicht erhalten und kann nur aus späteren Erwähnungen rekonstruiert werden.

## Bezeichnung
Die Collectio LX titulorum ist unter relativ vielen Namen bekannt. Da die Sammlung nicht erhalten ist und sie auch nicht mit einem spezifischen Titel erwähnt wird, sind verschiedene moderne Benennungen üblich. Die neutral-deskriptive Bezeichnung als Collectio LX titulorum ist eine Paraphrase der Beschreibung, die Johannes Scholastikos von der Sammlung gibt (siehe unten) und hat sich in der modernen Forschung (Heinz Ohme, Spyros Troianos) durchgesetzt. Die Sammlung wird aber auch als Synagoge canonum (LX titulorum) bezeichnet, weil sie inhaltlich und strukturell der Synagoga L titulorum des Johannes Scholastikos ähnelt. Die Bezeichnung als Corpus canonum entspricht dem griechischen Sprachgebrauch für Sammlungen von (Konzils-)Kanones; sie betont die wichtige Rolle, die die Collectio und ihre Vorstufen seit dem vierten Jahrhundert für das Kirchenrecht spielten. Der Zusatz orientale dient zur Abgrenzungen von afrikanischen, italienischen und gallischen Sammlungen, die zu unterschiedlichen Zeiten ebenfalls Corpus canonum genannt wurden (z. B. das Corpus canonum Africano-Romanum). Weitere Bezeichnungen sind Syntagma Antiochenum sowie Syntagma bzw. Syntagmata canonum in Anlehnung an spätere Sammlungen. Aufgrund der großen Vielfalt der Bezeichnungen kommt es gelegentlich zu Verwechselungen mit der Synagoga canonum (L titulorum) des Johannes Scholastikos oder dem Syntagma des Matthaios Blastares.

## Vorgeschichte: DasCorpus canonum
Bereits auf dem Konzil von Chalkedon wurde eine kanonische Sammlung verwendet, in der die Kanones durchgezählt wurden. Eduard Schwartz folgend geht die Forschung davon aus, dass das entsprechende Werk schon in der zweiten Hälfte des 4. Jahrhunderts in Antiochien entstand und (durchlaufend nummeriert) die Kanones der Synoden von Ankyra, Neocaesarea, Gangra, Antiochia (314) und Laodicea enthielt. Nach dem Konzil von Nicäa sei es dann überarbeitet und ergänzt worden, insbesondere um das Nicäanische Glaubensbekenntnis. Zuletzt sei diese Sammlung dann um die Beschlüsse von Konstantinopel I und (nach 451) um das Nicäno-Konstantinopolitanische Glaubensbekenntnis erweitert worden. Diese chronologisch geordnete Sammlung wird als Corpus canonum bezeichnet und war nach Auffassung der Forschung der Ausgangspunkt der Synagoge canonum LX titulorum gewesen. Außerdem wurde sie noch im fünften Jahrhundert ins Lateinische übersetzt.

## Erwähnung bei Johannes Scholastikos
Die Collectio LX titulorum ist nicht erhalten, Struktur und Inhalt der Sammlung sind aber aus der Erwähnung im Vorwort der Synagoge des Johannes Scholastikos bekannt. Dieser berichtet, er habe seine eigene Sammlung nach dem Vorbild einer nach Rechtsmaterien geordneten, in sechzig Titel gegliederten Sammlung von Kanones gestaltet. Da er schreibt, er habe die ältere Sammlung nachgeahmt und ausdrücklich bemerkt, in dieser hätten die Kanones des Basileios gefehlt, geht man allgemein davon aus, die Collectio LX titulorum habe ansonsten die gleichen Kanones enthalten wie die Synagoge, d. h. wie das Corpus canonum die Kanones der Synoden von Ankyra, Neocaesarea, Gangra, Antiochia (314), Laodicea, Nicäa I (samt Glaubensbekenntnis), Konstantinopel I sowie das Nicäno-Konstantinopolitanische Glaubensbekenntnis und darüber hinaus noch die Kanones der Konzilien von Ephesos und Serdica sowie die Canones Apostolorum. Ebenfalls nur aus der Beschreibung durch Johannes Scholastikos ist bekannt, dass die Collectio LX titulorum mit einem Anhang, der kaiserliche Gesetze aus den Codex Iustinianus und den Novellen zu kirchlichen Fragen enthielt, überliefert wurde. Dieser Anhang ist als Collectio XXV titulorum bekannt.
Severus von Antiochia zitiert in seinen Briefen mehrere Konzilskanones in einer Weise, die eine Benutzung der Collectio LX titulorum nahelegen; hingegen scheint Photios die Sammlung nicht gekannt zu haben, was als Beleg für ihre geringe Verbreitung im neunten Jahrhundert gilt.